# Ann Coopman
Ann Coopman (24 juni 1961 – 29 maart 2019) was een Belgische politica voor de CVP en diens opvolger CD&V. Ze was de laatste burgemeester van Waarschoot.

## Biografie
Coopmans ouders leidden het toen nog familiaal vleesverwerkend bedrijf Ter Beke. Haar moeder, Edith De Baedts, was een tijd schepen. Coopman huwde met Jo Pauwels, die later lokaal CD&V-voorzitter zou worden. Coopmans schoonmoeder, Elmire Loete, is de tante van Koen Loete, later burgemeester van Eeklo.
Coopman werd actief in de gemeentepolitiek en werd begin 1995 schepen in Waarschoot. Ze bleef ook na de verkiezingen van 2000 en 2006 schepen. Halverwege die laatste bestuursperiode, begin 2009, volgde ze partijgenoot Ghislain Lippens op als burgemeester. Zij was een van de initiatiefnemers van de vrijwillige fusie met buurgemeenten Lovendegem en Zomergem, die uiteindelijk op 1 januari 2019 uitmondde in de fusiegemeente Lievegem. Ze was de laatste burgemeester van de onafhankelijke gemeente Waarschoot. In de gemeente Lievegem zou Coopman schepen voor cultuur, bibliotheek, erfgoed, kerkfabrieken en archief geworden zijn, maar om medische redenen (geconstateerde kanker) kon ze haar eed in maart 2019 uiteindelijk niet afleggen. Op 29 maart overleed zij.